# 条裂叶报春
条裂叶报春（学名：Primula laciniata）为报春花科报春花属下的一个种。其种加词“laciniata”来源于拉丁文“lacinia”，意为“棱角”、“裂叶的”。